# Anna & Bella
Anna & Bella ist ein niederländischer animierter Kurzfilm von Børge Ring aus dem Jahr 1984.

## Handlung
Die Schwestern Anna und Bella blättern in alten Fotoalben. Sie erinnern sich an Szenen aus ihrer Kindheit, die auf den Bildern festgehalten sind, an ihre Katze, die gemeinsame Schul- und Jugendzeit. Beide sind fröhlich, bis die jüngere Schwester der anderen, ohne auf das Motiv zu achten, ein Foto zeigt und die ältere Schwester laut zu lachen beginnt. Die jüngere sieht sich das Foto nun selbst an und reagiert bestürzt. Es zeigt sie mit ihrem damaligen Freund, den ihre Schwester ihr ausspannte. Auf dem Heimweg fuhr sie wütend mit ihrer älteren Schwester im Auto und verursachte einen Autounfall. Als sie aus dem Auto geschleudert erwachte, sah sie, wie der dünne Lebensgeist ihrer älteren Schwester entwich, und fing ihn ein, nur um ihn verzweifelt zurück in ihre Schwester pressen zu wollen.
Die damaligen Bewegungen wiederholend findet sich die jüngere Schwester als alte Frau auf dem Boden wieder. Ihre ältere Schwester beruhigt sie und beide schauen sich weiter Fotos an. Die Essensglocke erklingt. Beide Frauen erheben sich. Sie sind Engel und schweben aus dem Raum.

## Produktion
Anna & Bella entstand 1984. Der Film wurde von Børge Ring und Hans Perk gezeichnet. Die Kinder Børge Rings, Annemieke und Peter, synchronisierten Anna und Bella, während die Erwachsenen von Tonny Huurdeman synchronisiert wurden. Der Film enthält keine Dialoge.

## Auszeichnungen
Anna & Bella gewann 1986 den Oscar in der Kategorie „Bester animierter Kurzfilm“.